# کودل (کانزاس)
کودل (به انگلیسی: Codell) یک منطقهٔ مسکونی در ایالات متحده آمریکا است که در کانزاس واقع شده‌است. کودل ۶۰۵ متر بالاتر از سطح دریا واقع شده‌است.